# 蒙特卢波-菲奥伦蒂诺
蒙特卢波-菲奥伦蒂诺（義大利語：Montelupo Fiorentino），是意大利托斯卡纳大区佛罗伦萨广域市的一个市镇。总面积24.6平方公里，人口13537人，人口密度550.3人/平方公里（2009年）。ISTAT代码为048028。

## 友好城市
- 法國 博凯尔